# یوسوکه تاناکا (بازیکن فوتبال)
یوسوکه تاناکا (ژاپنی: 田中 佑昌؛ زادهٔ ۳ فوریهٔ ۱۹۸۶) یک بازیکن فوتبال اهل ژاپن است.
از باشگاه‌هایی که در آن بازی کرده‌است می‌توان به باشگاه فوتبال آویسپا فوکوئوکا، باشگاه فوتبال جف یونایتد چیبا و باشگاه فوتبال ونتفورت کوفو اشاره کرد.